# Adolf Martin Schlesinger
Adolf Martin Schlesinger, con nombre de nacimiento Aaron Moses Schlesinger, (4 de octubre de 1769, Sülz, Silesia – 11 de octubre de 1838, Berlín, Alemania) fue un editor musical alemán cuya firma fue una de las más influyentes en Berlín en los comienzos del siglo XIX.

## Biografía
Adolf Martin Schlesinger, con nombre de nacimiento Aaron Moses Schlesinger, era judío y nació en Sülz, en la región de Silesia (en la actual Polonia). Sus inicios en el negocio de los libros tuvieron lugar en Berlín en 1795 y fundó allí una empresa de publicación de música, la Schlesinger'sche Buchhandlung, en 1810. La firma se expandió en la siguiente década para incluir a destacados compositores como Carl Maria von Weber, Ludwig van Beethoven y Felix Mendelssohn. La editorial también publicó música militar para el estado prusiano. Las presiones de Schlesinger sobre el asunto de los derechos de autor musicales fue un factor principal en la introducción de la ley de derechos de autor prusiana de 1830.
En 1824 Schlesinger creó la revista musical Berliner allgemeine musikalische Zeitung, con Adolf Bernhard Marx como editor. Por consejo de Marx, llevó a cabo la primera publicación de la Pasión según San Mateo de Johann Sebastian Bach después del redescubrimiento de la obra por parte de Felix Mendelssohn (de fuentes manuscritas) en 1829.
Su origen judío llevó a otros editores y compositores contemporáneos a menospreciar las referencias acerca de él. Schlesinger fue caracterizado por Beethoven en su correspondencia como "un vendedor ambulante de la playa y ropavejero judío" y Beethoven se quejaba en una carta al editor Peters en 1826 que "Schlesinger [..] me ha pagado un sucio truco judío". Peters había pedido previamente a Beethoven no ofrecer a Schlesinger su Missa Solemnis, porque "una misa cristiana compuesta por Beethoven no puede llegar a manos de un judío y especialmente de tal judío".  A pesar de estas observaciones, Beethoven estaba completamente feliz con Schlesinger como para publicar, posteriormente, sus últimos cuartetos y sonatas.
Schlesinger falleció el 11 de octubre de 1838 en Berlín.
Moritz Adolf (Maurice) Schlesinger, hijo de Schlesinger, abrió posteriormente una filial de la firma en París y su otro hijo, Heinrich, se hizo cargo de la rama de la empresa en Berlín y después la vendió a Robert Lienau en 1864.
La firma de París se convirtió en líder de los gustos musicales y publicó la música de Frédéric Chopin, Franz Liszt y Giacomo Meyerbeer entre otros. Esta filial también publicó la revista musical más importante de París, Revue et gazette musicale. El compositor Richard Wagner trabajó para Maurice Schlesinger en París en 1840-1841, donde realizó pobres arreglos de fragmentos de óperas. La autobiografía de Wagner se refiere deliberadamente a los orígenes judíos de Maurice Schlesinger.